# Чорне Мале
Чорне Мале — озеро у Шацькому районі Волинської області України.
Озеро Чорне Мале розташоване на північний захід від села Пульмо. Площа озера становить 36 га, довжина — 875 м, ширина — 575 м, максимальна глибина — 2,5 м

## Характеристика
Озеро Чорне Мале розташоване на північний захід від села Пульмо. Об'єм — 0.439 млн м3, площа дзеркала — 33 га, координати: 51°31'57"N   23°47'16"E.
Озеро Чорне Мале з'єднане каналом з Климівським озером.  Це добре видно на карті, але неможливо ним пройти.
Північний та північно-західний берег  озера заболочений, південно-східний берег — припіднятий. Дно озера рівне, вкрите товстим шаром мулу, переважно рослинного походження. У південно-східній частині озеро заростає. Дійти до води можна з північно-східної сторони.
Живлення озера здійснюється за рахунок поверхневого стоку, атмосферного стоку та підземних вод.

## Походження
Якщо говорити про генезис озера Чорне Мале, як і всіх озер Шацького національного природного парку, то їх досліджували і українські, і російські, і польські вчені. Але ще й досі вони не дійшли єдиної думки. Одні вважають, що дані озера є залишками древньої великої прісної водойми, так званого Пінського моря, інші вказують на льодовикове або карстове походження цих водойм, до думки останньої схиляється більшість учених.

## Флора і фауна

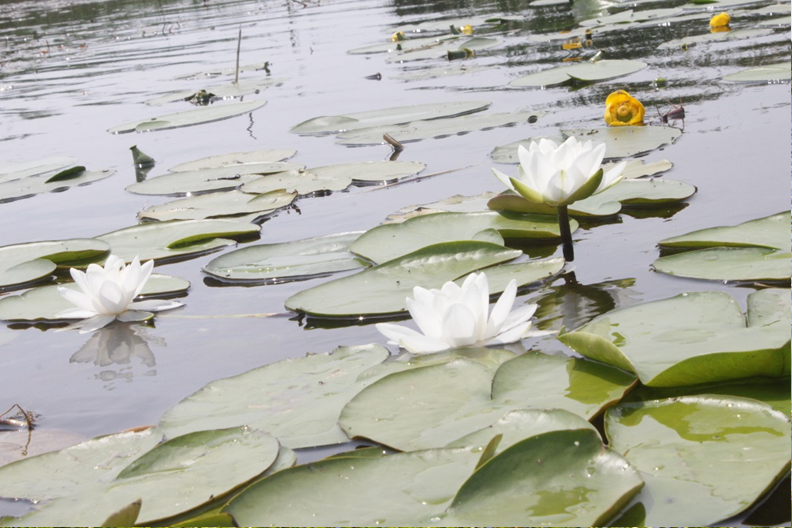
Латаття сніжно-біле на озері Чорне Мале

Різноманітна фауна водних мешканців озера. В озері водяться щука, плотва, краснопірка, верховодка, лящ, лин, гірчак, карась, короп, в'юн, окунь.
Добре прижились і збагатили іхтіофауну водойми такі акліматизовані види як річковий вугор і канадський сомик
Озеро Чорне Чорне Мале характеризується багатством підводної і надводної рослинності.
Прибережні ділянки з глибини до зайняті такими видами як осока гостра, рогіз вузьколистий, рогіз широколистий, жабурник звичайний, рдесник плаваючий, нитчасті водорості.
На ділянках з глибинами до поширені рдесник плаваючий, гребінчастий та латаття сніжно-біле, глечики жовті, очерет звичайний, водяний різак алоевидний, кушир занурений.
Озеро відзначається багатством водоплаваючих птахів. Тут можна зустріти таких птахів, як великий норець, лебідь-шипун, крижень, чирок-тріскунок, червоноголова чернь, чубата чернь, лиска, звичайний мартин.

## Галерея

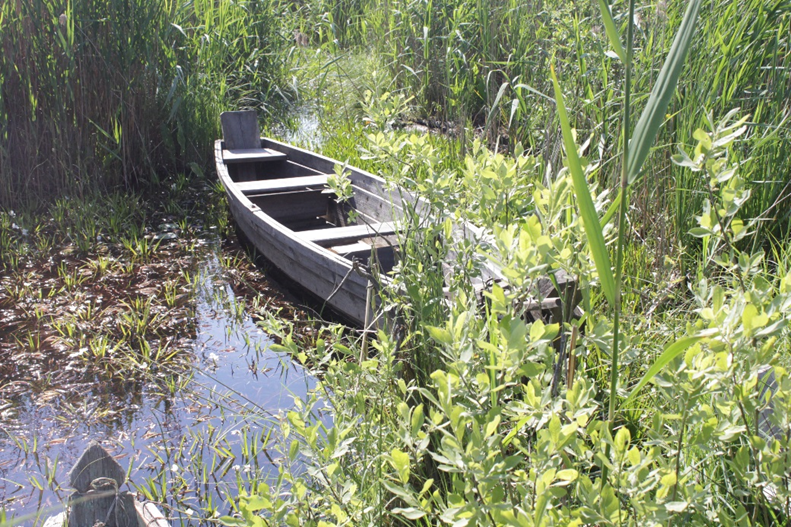
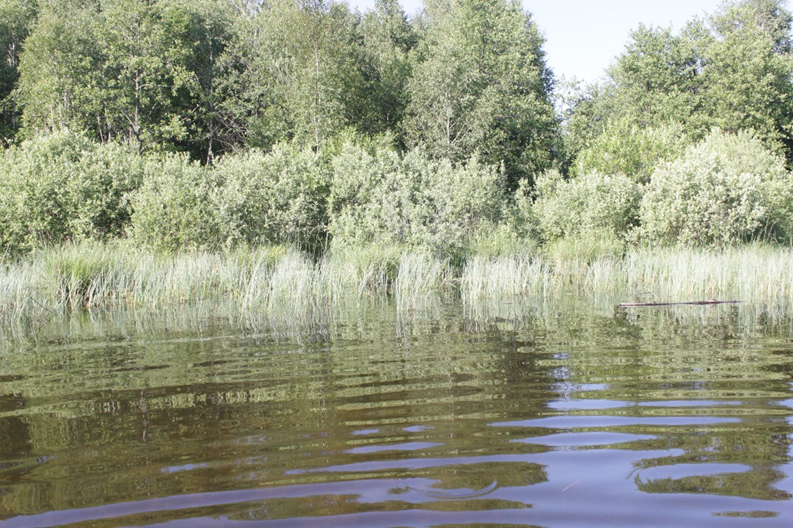
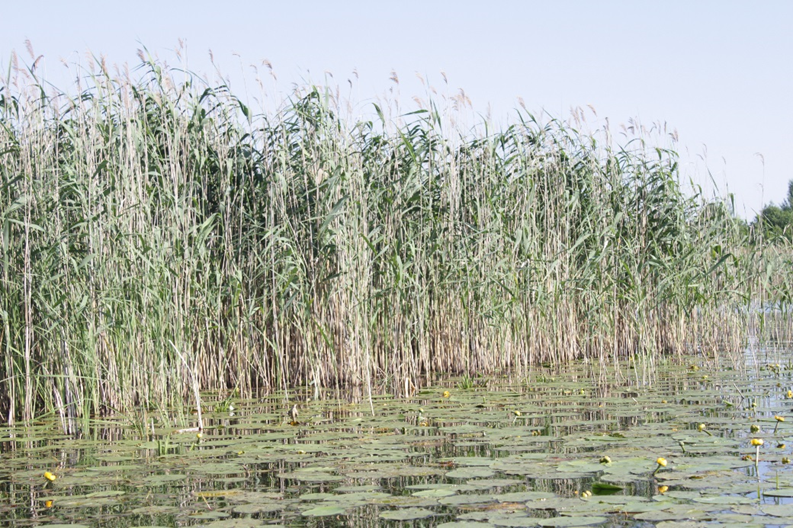

## Просторовий розподіл рослин у водоймі
Визначити тенденції екологічних процесів, що відбуваються у водоймі, та окремі характеристики її екологічного стану можна не лише за видовим складом рослин-індикаторів, але й за особливостями просторового розподілу рослинних угруповань (фітоценозів). Просторовий розподіл заростей водних рослин у водоймі залежить від багатьох чинників (швидкості течії, характеру ґрунту, глибини, наявності захищених мілководь, рельєфу берегової лінії, вітро-хвильового впливу тощо). Озеро Чорне Мале  має поступове збільшення глибини. У ньому виражені чотири пояси водної рослинності. Перший пояс безпосередньо на прибережних ділянках утворюють низькорослі повітряно-водні рослини: лепешняк великий, хвощ річковий, різні види осок, стрілолист стрілолистий, ситняг болотний, їжача голівка пряма, частуха подорожникова. Наступний — пояс високих повітряно-водних рослин — розповсюджений, зазвичай, до глибини і складається з угруповань очерету звичайного, рогоза вузьколистого, куги озерної. Пояс рослин з плаваючими на поверхні води листками (в інтервалі глибин 0,5-) формують латаття біле чи сніжно-біле, глечики жовті, гірчак земноводний, рдесник плаваючий. Значного розвитку у цьому поясі  набули зарості водяного різака алоевидного, жабурника звичайного та рясок, про це свідчить заболочення ділянки водойми.